# Detlef Döring
Detlef Döring (* 9. Mai 1952 in Leipzig; † 1. April 2015 ebenda) war ein deutscher Historiker, Theologe und Bibliothekswissenschaftler. Schwerpunkte seiner wissenschaftlichen Lehr- und Forschungstätigkeit waren die Wissenschafts- und Universitätsgeschichte der Frühen Neuzeit, die europäische Geistes- und Ideengeschichte, die Geschichte der Epoche der Aufklärung sowie die Leipziger Stadt- und Universitätsgeschichte.

## Leben

### Ausbildung
Nach dem Besuch der 54. Polytechnischen Oberschule in Leipzig-Connewitz und bestandener Reifeprüfung studierte Detlef Döring ab 1971 Evangelische Theologie an der Universität Leipzig. Dort legte er 1976 das Staatsexamen ab. Seine Forschungsstudien im Fachbereich Kirchengeschichte beendete er mit der Promotion zum Dr. theol., um sich anschließend an der Berliner Humboldt-Universität dem Fach Bibliothekswissenschaften zu widmen, in welchem er 1986, nach bestandenem Staatsexamen als Wissenschaftlicher Bibliothekar, ebenfalls promoviert wurde. Im Jahr 1991 habilitierte er sich im Fach Kirchengeschichte an der Akademie der Wissenschaften der DDR mit einer vielbeachteten Arbeit über Samuel Pufendorf.

### Berufliche Tätigkeit
Ab 1980 arbeitete Döring als Wissenschaftlicher Mitarbeiter an der Universitätsbibliothek Leipzig. Während dieser Zeit legte er den Grundstein für seine fundierten Kenntnisse über die handschriftlichen Quellen an dieser Institution, die er später in den vierbändigen Katalog: Die neuzeitlichen Handschriften der Nullgruppe einfließen ließ. Von 1987 bis 1991 war er am Zentralinstitut für Philosophie, Leibniz-Editionsstelle, der Akademie der Wissenschaften der DDR in Berlin und von 1992 bis 1995 am Forschungszentrum Europäische Aufklärung in Potsdam tätig. Im Jahr 1991 war er auch am damaligen Max-Planck-Institut für europäische Rechtsgeschichte in Frankfurt/Main tätig, um dort über Samuel Pufendorf zu forschen, was zu mehreren Publikationen führte.
1995 trat er als Leiter des Archivs der Sächsischen Akademie der Wissenschaften zu Leipzig die Nachfolge von Gerald Wiemers an und leitete dort ab dem Jahr 2000 die Arbeitsstelle Edition des Briefwechsels von Johann Christoph Gottsched, die es sich zur Aufgabe macht, die gesamte Korrespondenz dieser Zentralfigur der deutschen Aufklärung in einer historisch-kritischen, auf 25 Bände angelegten Ausgabe zu veröffentlichen. Ab 2011 betreute er darüber hinaus die Edition des Briefwechsels zwischen Christian Wolff und Ernst Christoph Graf von Manteuffel.

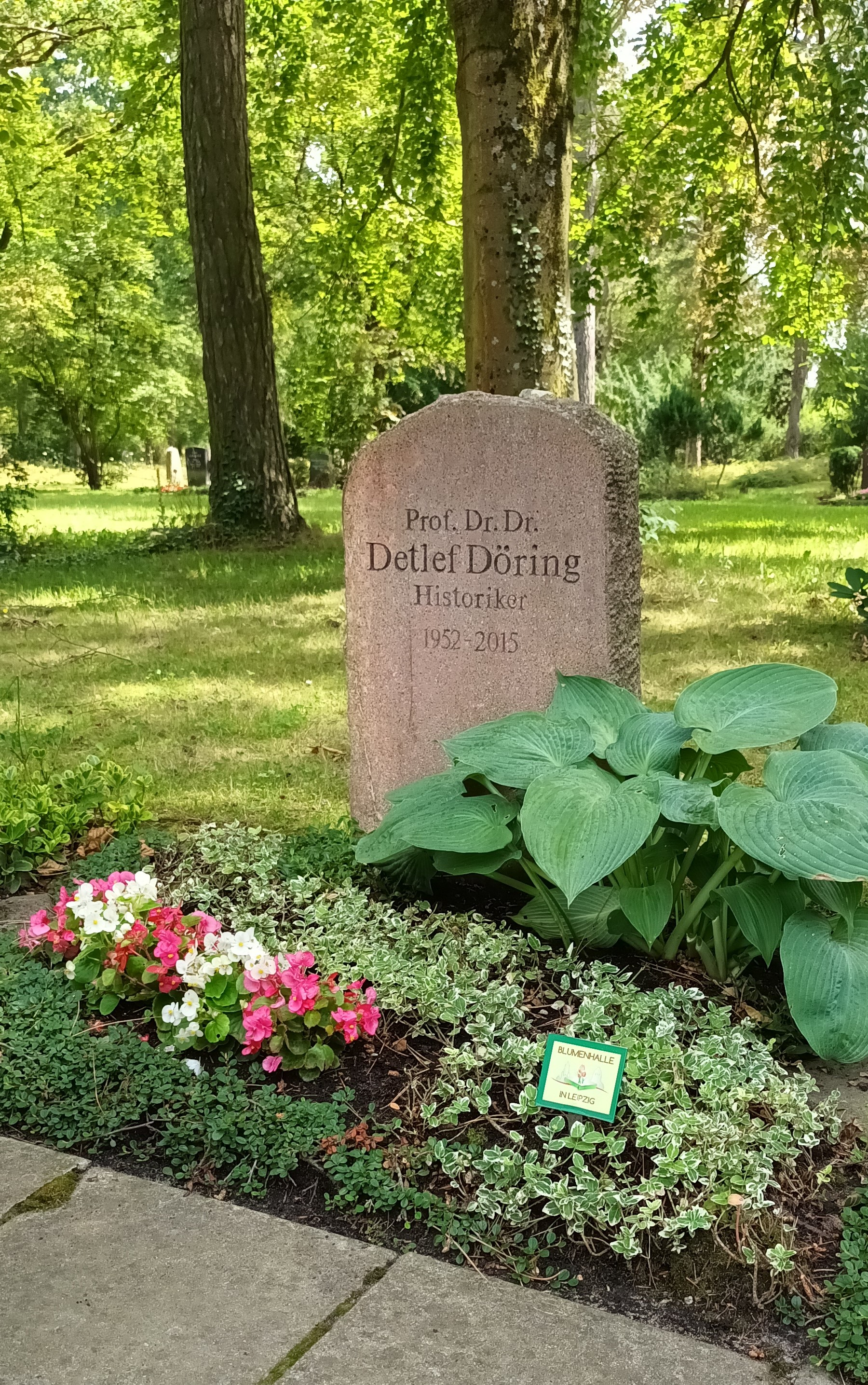
Grabstätte Detlef Döring

Seit 1999 lehrte Döring an der Universität Leipzig; zunächst als Privatdozent für Philosophie und von 2004 bis 2015 als außerplanmäßiger Professor für Wissenschafts- und Universitätsgeschichte der Frühen Neuzeit an der Leipziger Fakultät für Geschichte, Kunst- und Orientwissenschaften. Er entwickelte eine intensive Forschungstätigkeit, deren Frucht zahlreiche wichtige und wegweisende Veröffentlichungen wie etwa seine Arbeit zur Universitätsgeschichte vom Zeitalter der Aufklärung bis zur Universitätsreform im Band 1 der fünfbändigen Geschichte der Universität Leipzig und sein im selben Jahr veröffentlichter Katalog zur von ihm mitinitiierten und wissenschaftlich betreuten Ausstellung Erleuchtung der Welt aus Anlass des 600. Geburtstags der Universität Leipzig waren.
2007 begründete er in Leipzig die wissenschaftliche Tagungsreihe Tag der Stadtgeschichte, deren jährlich stattfindende Konferenzen Döring aktiv vorbereitete und sich ebenso als Autor an den Tagungsbänden beteiligte, die er unter dem Titel Quellen und Forschungen zur Geschichte der Stadt Leipzig herausgab.
2012 war er zudem Mitherausgeber des Leipziger Jahrbuchs zur Buchgeschichte.
Seine Mitarbeit am zweiten Band zur Geschichte der Stadt Leipzig, Von der Reformation bis zum Wiener Kongress, die aus Anlass der 1000. Wiederkehr der Ersterwähnung der Stadt in vier Bänden erschienen ist, konnte er nicht mehr vollenden.
Döring verstarb nach schwerer Krankheit im 62. Lebensjahr. Seine Urne wurde am 30. April 2015 auf dem Leipziger Südfriedhof beigesetzt.

## Mitgliedschaften (Auswahl)
- 1995: Mitglied der Historischen Kommission der Sächsischen Akademie der Wissenschaften zu Leipzig
- 2001–2010: Stellvertretender Vorsitzender der Historischen Kommission der Sächsischen Akademie der Wissenschaften zu Leipzig
- 2006: Vorstandsmitglied des Leipziger Geschichtsvereins e. V.